# 文恵王
文恵王（ぶんけいおう、または炎、? - 紀元前793年）は、第12代箕子朝鮮王。王在位期間は、紀元前843年 - 紀元前793年。諡は文恵王。諱は炎。王位は盛徳王（越）が継承。